# 美少女學園
《美少女學園》是日本漫畫家森繁的漫畫作品。於《Champion RED》2002年10月號到2007年3月號期間連載。單行本全9卷，正體中文版由長鴻出版社代理發售。
電視動畫在2005年4月3日到6月26日期間播放。

## 故事簡介
五光學園的美少女戰隊「戀戀7（こいこい7）」，為了地球的和平和未来並且守護來到五光學園的轉學生田中哲朗。

## 登場角色

### 主要角色
田中哲朗（聲優：泰勇氣）
本作男主角，五光學園壱年酒班學生。
飛鳥彌生（飛鳥ヤヨイ，聲優：後藤沙緒里）
生日：1月3日　身高：155cm　血型：A型
五光學園壱年酒班學生，「戀戀7」的成員之一。
風祭朔夜（風祭サクヤ，聲優：伊藤亞矢子）
生日：10月25日　身高：163cm　血型：AB型
五光學園壱年花班學生，「戀戀7」的成員之一。
月讀雅（月読ミヤビ，聲優：川瀬晶子）
生日：1月31日　身高：163cm　血型：A型
五光學園壱年月班學生，「戀戀7」的成員之一。
鈴鹿秋緒（鈴鹿アキヲ，聲優：儀武ゆう子）
生日：8月29日　身高：158cm　血型：A型
五光學園壱年花班學生，「戀戀7」的成員之一。
猪飼緋郁（猪飼ヒフミ，聲優：こやまきみこ）
生日：10月31日　身高：147cm　血型：O型
五光學園壱年花班學生，「戀戀7」的成員之一。
蝶野乙女（蝶野オトメ，聲優：稲村優奈）
生日：11月11日　身高：139cm　血型：AB型
五光學園壱年月班學生，「戀戀7」的成員之一。

### 其他角色
花皇ヲリエ（聲優：木村亞希子）
生日：4月26日　身高：170cm　血型：A型
五光學園的物理老師兼「あのよろし荘」宿舍管理員。
東和野美夜（東和野ミヤ，聲優：音宮つばさ）
生日：1月3日　身高：160cm　血型：A(RH+)型
五光學園壱年酒班班長，五光會的會長，東和野財團的獨生女。
屁糞蔓の君（聲優：中島沙樹）
生日：3月2日　身高：158cm　血型：AB型
五光會的會員。
飯田橋和子（聲優：阿部留美）
生日：8月15日　身高：159cm　血型：AB型
五光會的會員。
水道橋洋子（聲優：正木香奈）
生日：11月30日　身高：154cm　血型：O型
五光會的會員。
浅草橋中子（聲優：二宮圭美）
生日：1月10日　身高：153cm　血型：B型
五光會的會員。
山田イスズ（聲優：松来未祐）
生日：5月1日　身高：155cm　血型：A型
五光學園的學生。
佐藤スバル（聲優：宮川美保）
生日：7月30日　身高：152cm　血型：B型
五光學園的學生。
田中翔（聲優：宮本充）
哲郎的父親。
アスカヤヨイ（聲優：水樹奈奈）
翔開發製作的機器人。

## 出版書籍
| 卷數 | 秋田書店       | 秋田書店               | 長鴻出版社     | 長鴻出版社           |
| 卷數 | 發售日期       | ISBN                   | 發售日期       | EAN                  |
| ---- | -------------- | ---------------------- | -------------- | -------------------- |
| 1    | 2003年3月13日  | ISBN 4-253-23000-8     | 2003年12月13日 | EAN 471-0765-18099-7 |
| 2    | 2003年8月21日  | ISBN 4-253-23001-6     | 2004年1月14日  | EAN 471-0765-18153-6 |
| 3    | 2004年3月25日  | ISBN 4-253-23002-4     | 2004年10月20日 | EAN 471-0765-18806-1 |
| 4    | 2004年11月25日 | ISBN 4-253-23003-2     | 2006年2月20日  | EAN 471-0765-20193-7 |
| 5    | 2005年3月19日  | ISBN 4-253-23004-0     | 2006年3月20日  | EAN 471-0765-20313-9 |
| 6    | 2005年9月20日  | ISBN 4-253-23005-9     | 2006年8月18日  | EAN 471-0765-20706-9 |
| 7    | 2006年3月20日  | ISBN 4-253-23006-7     | 2006年10月4日  | EAN 471-0765-20707-6 |
| 8    | 2006年10月20日 | ISBN 4-253-23007-5     | 2007年5月30日  | EAN 471-0765-21446-3 |
| 9    | 2007年3月20日  | ISBN 978-4-253-23008-7 | 2007年8月22日  | EAN 471-0765-21639-9 |

## 電視動畫

### 製作人員
- 監督：ふじもとよしたか[3]
- 系列構成：水越保
- 角色設計、機械設計：渡邉浩二
- 總作畫監督：山本正文
- 美術監督：鈴木恵美
- 色彩設定：佐藤秀一
- 撮影監督：杉浦充
- 編輯：田熊純
- 音響監督：飯塚康一
- 音樂：ジェイミー中村、ウスイノブヤ
- 音樂製作：ミュージックワゴン
- 製作人：大宮三郎、早坂哲也
- 動畫製作：TRINET ENTERTAINMENT、studio FLAG
- 製作：こいこい7製作委員會

### 主題曲
片頭曲「SUPER LOVE」
作詞：吉岡みりん　作曲：林田健司　編曲：竹中文一　歌：こいこい7
插入曲「Lost Days」
作詞：岩佐麻紀　作曲/編曲：Summy　歌：ガンタイちゃん（水樹奈奈）
插入曲「ミライハート」
作詞：福士久美子　作曲：岸井將　編曲：竹中文一　歌：風祭サクヤ（伊藤亞矢子）
插入曲「Vegetable Juice」
作詞：Shoko　作曲：水島康貴　編曲：竹中文一　歌：月読ミヤビ（川瀬晶子）
插入曲「人界」
作詞：岡めぐみ　作曲：RYO　編曲：SHOGO　歌：UPPER*SLOPE
片尾曲「Miracle」
作詞：岡めぐみ　作曲：RYO　編曲：SHOGO　歌：UPPER*SLOPE

### 各話列表
| 話數           | 副標題 | 劇本   | 分鏡     | 演出         | 作畫監督   |
| -------------- | ------ | ------ | -------- | ------------ | ---------- |
| 課外授業その1  |        | 水越保 | 藤本義孝 | 藤本義孝     | 渡邊浩二   |
| 課外授業その2  |        | 社綾   | 根室大   | 米田和博     | 岡村正弘   |
| 課外授業その3  |        | 水越保 | 駒田洋   | 水本葉月     | 山本正文   |
| 課外授業その4  |        | 社綾   | 佐々戸徹 | 鎌仲史陽     | 工藤征輝   |
| 課外授業その5  |        | 水越保 | 舞田奈緒 | 小高義規     | 山本佐和子 |
| 課外授業その6  |        | 社綾   | 八谷賢一 | 米田和博     | 岡村正弘   |
| 課外授業その7  |        | 水越保 | 空田秀   | 松本マサユキ | 日高真由美 |
| 課外授業その8  |        | 水越保 | 藤本義孝 | 藤本義孝     | 黒柳賢治   |
| 課外授業その9  |        | 社綾   | 根室大   | 鎌仲史陽     | 柳瀬雄之   |
| 課外授業その10 |        | 社綾   | 加藤敏幸 | 松本マサユキ | 南伸一郎   |
| 課外授業その11 |        | 社綾   | 八谷賢一 | 木村卓司     | 岡村正弘   |
| 課外授業その12 |        | 水越保 | 藤本義孝 | 藤本義孝     | 渡邊浩二   |
| 課外授業その13 |        | 水越保 | 藤本義孝 | 鎌仲史陽     | 山本正文   |

### 播放電視台
| 播放電視台   | 播放日期               | 播放時間                   |
| ------------ | ---------------------- | -------------------------- |
| 埼玉電視台   | 2005年4月1日 - 6月24日 | 星期五 25時30分 - 26時00分 |
| 千葉電視台   | 2005年4月3日 - 6月26日 | 星期日 24時30分 - 25時00分 |
| KBS京都      | 2005年4月3日 - 6月26日 | 星期日 25時15分 - 25時45分 |
| 神奈川電視台 | 2005年4月3日 - 6月26日 | 星期日 25時30分 - 26時00分 |
| 愛知電視台   | 2005年4月4日 - 6月30日 | 星期一 25時58分 - 26時28分 |
| SUN電視台    | 2005年4月6日 - 6月29日 | 星期三 26時05分 - 26時35分 |

## 外部連結
- 動畫官方網站TRINET ENTERTAINMENT（日語）